# Tang Xuanzong (810-859)
Pour l’article homonyme, voir Tang Xuanzong.
Tang Xuanzong (chinois : 唐宣宗 ; pinyin : táng xuānzōng, 27 juillet 810 – 7 septembre 859) est un empereur chinois taoïste de la dynastie Tang. Son nom de naissance est Li Chen (李忱). Il règne de 846 à 859. C'est le fils de Xianzong.
Il réussit à maintenir l'autorité impériale en réduisant l'influence des eunuques et en remportant des succès à l'extérieur (chute de l'empire tibétain, défaite des Ouïghours) et contre des gouverneurs militaires. Avec celui de son prédécesseur, son règne est une sorte d'« été indien » (S. A. M. Adshead) de la dynastie Tang, durant lequel l'administration est redevenue efficace, l'insécurité intérieure et les menaces extérieures jugulées. Après eux, le pouvoir des empereurs Tang entre dans un déclin irrémédiable.